# Cynorkis nutans
Cynorkis nutans là một loài thực vật có hoa trong họ Lan. Loài này được (Ridl.) H.Perrier mô tả khoa học đầu tiên năm 1931.